# جوزيف كينغ
جوزيف كينغ (بالإنجليزية: Joseph King)‏ هو سياسي بريطاني (وحمل سابقاً جنسية المملكة المتحدة لبريطانيا العظمى وأيرلندا)، ولد في 31 مارس 1860، وتوفي في 25 أغسطس 1943. حزبياً، نشط في حزب العمال والحزب الليبرالي. في الانتخابات العمومية البريطانية في يناير 1910 ‏، انتخب عضو برلمان المملكة المتحدة الـ29 عن دائرة Somersetshire Northern ‏ (15 يناير 1910 – 28 نوفمبر 1910) وفي الانتخابات العمومية البريطانية في ديسمبر 1910 ‏، انتخب عضو برلمان المملكة المتحدة الـ30 عن دائرة Somersetshire Northern ‏ (3 ديسمبر 1910 – 25 نوفمبر 1918).